# Saint-Bauzille-de-la-Sylve
Saint-Bauzille-de-la-Sylve är en kommun i departementet Hérault i regionen Occitanien i södra Frankrike. Kommunen ligger i kantonen Gignac som tillhör arrondissementet Lodève. År 2022 hade Saint-Bauzille-de-la-Sylve 938 invånare.

## Befolkningsutveckling
Antalet invånare i kommunen Saint-Bauzille-de-la-Sylve
Referens:INSEE